# Ducado de Miranda
El ducado de Miranda es un título nobiliario español, creado el 1 de octubre de 1664 por el rey Felipe III de Nápoles a favor de Francesco Leonardo Caracciolo, patricio napolitano, como título del reino de Nápoles, a la sazón, dependiente de los reyes de España, al ser parte integrante del reino de Aragón.
Se le otorgó la Grandeza de Nápoles el 17 de marzo de 1765, con carácter vitalicio, por parte del rey Fernando IV de Nápoles a la duquesa viuda Cayetana de Silva y Alagón, siendo el mismo rey el que el 17 de enero de 1786 le confirió carácter de perpetuidad, en este caso a su nieta Cayetana Caracciolo. El 12 de diciembre de 1816 la grandeza de Nápoles pasó a ser grandeza de las Dos Sicilias.
Su denominación hace referencia a la localidad italiana de Miranda.
El ducado de Miranda, fue rehabilitado como título del reino, con [grandeza de España]], el 9 de junio de 1917 por parte del rey Alfonso XIII a favor de Luis María de Silva y Carvajal, v conde de la Unión.

## Duques de Miranda
|                                    | Titular                            | Periodo                            |
| Creación por Felipe III de Nápoles | Creación por Felipe III de Nápoles | Creación por Felipe III de Nápoles |
| Título del Reino de Nápoles        | Título del Reino de Nápoles        | Título del Reino de Nápoles        |
| ---------------------------------- | ---------------------------------- | ---------------------------------- |
| i                                  | Francesco Leonardo Caracciolo      | 1664-1668                          |
| ii                                 | Gulio Cesare Caracciolo            | 1668-1706                          |
| iii                                | Francesco Caracciolo di Capua      | 1706-1752                          |
| iv                                 | María Anna Caracciolo del Sole     | 1752-1785                          |
| v                                  | Gaetana Caracciolo                 | 1785-1820                          |
| vi                                 | Marianna Gaetani dell'Aquila       | 1820-1850                          |
| vii                                | Michele de'Medici                  | 1850-1883                          |
| viii                               | Giuseppe de'Medici                 | 1883-1894                          |
| ix                                 | Angélica de'Medici                 | 1894-1912                          |

| Título del Reino de Italia     | Título del Reino de Italia         | Título del Reino de Italia     |
| Creación por Víctor Manuel III | Creación por Víctor Manuel III     | Creación por Víctor Manuel III |
| ------------------------------ | ---------------------------------- | ------------------------------ |
| i                              | Vicenzo Alessandro Capece-Minutolo | 1912-1921                      |
| ii                             | Maria Capece-Minutolo              | 1921-1940                      |
| iii                            | Alessandro Lancelloti              | 1940-2008                      |
| iv                             | Fabio Lancelloti                   | 2008-actual titular            |

| Título del Reino de España por Alfonso XIII | Título del Reino de España por Alfonso XIII | Título del Reino de España por Alfonso XIII |
| Creación por Alfonso XIII                   | Creación por Alfonso XIII                   | Creación por Alfonso XIII                   |
| ------------------------------------------- | ------------------------------------------- | ------------------------------------------- |
| i                                           | Luis María de Silva y Carvajal              | 1917-1935                                   |
| ii                                          | Luis de Silva y Azlor de Aragón             | 1952-1999                                   |
| iii                                         | Javier de Silva y Mendaro                   | 2000-actual titular                         |

## Título del reino de Nápoles
- Francesco Leonardo Caracciolo (1613-1695), i duque de Miranda, era hijo póstumo de Francesco Caracciolo del Sole, patricio napolitano y de Caterina Caracciolo, también de noble familia patricia napolitana. Casó con Feliciana Crispano. Renunció al título el 5 de marzo de 1688, a favor de su hijo:

- Giulio Cesare Caracciolo (1653-1706), ii duque de Miranda. Casó con Anna María di Capua hija de Giovanni Battista di Capua, ii duca di Mignamo, v príncipe di Venafro, y de Beatrice Muscettola, hija de Francesco Muscetola, ii príncipe di Leporano y de Lucrecia Caracciolo iii contessa di Picemo. Le sucedió su hijo:

- Francesco Caracciolo (1705-1752), iii duque de Miranda. Casó con Cayetana de Silva y Alagón, Camarera mayor de palacio, hija de José de Silva y Magibradi, 6.º hijo del xii conde de Cifuentes y de Manuela de Alagón , vi marquesa de Villasor. Le sucedió su hija:

- María Anna Caracciolo del Sole (1746-1785), iv duquesa de Miranda, contessa di Venafro. Casó con Francesco Marino Caracciolo, viii príncipe di Avellino, iv príncipe del S.R.I., ix duca di Atripalda, vi marchesse di Sanseverino, vi conte di Serino. Le sucedió su hija:

- Gaetana Caracciolo (1767-1820), v duquesa de Miranda, contessa di Venafro. Casó en primeras nupcias con Ferdinando Caracciolo, hijo de Giuseppe Caracciolo, vi príncipe di Torella, v duca di Lavello, vi marchesse di Bella. No hubo descendientes de este matrimonio. Casó en segundas nupcias con Onorato Gaetani dell'Aquila , 4.º hijo de Giuseppe Antonio Gaetani dell'Aquila, vii duca di Laurenzana, ii príncipe di Piedimonte, conte di Alife. Le sucedió, de su segundo matrimonio su hija;

- Marianna Gaetani dell'Aquila (¿1800?-1850), vi duquesa de Miranda, duchessa di Atripalda, principessa di Venafro. Casó con Giuseppe de'Medici, viii príncipe di Ottaiano, vi duca di Sarno. Le sucedió su hijo:

- Michele de'Medici (1823-1883), vii duque de Miranda, ix príncipe di Ottaiano, vii duca di Sarno, duca di Atripalda, príncipe di Venafro. Casó con Giulia Marulli, hija de Gennaro Marulli, vi duca di San Cesario. Le sucedió su hijo:

- Giuseppe de'Medici (1842-1894), viii duque de Miranda, x príncipe di Ottaiano, viii duca di Sarno, duca di Atripalda, príncipe di Venafro. Casó con María Felicita Eleonora Gallone, hija de Giuseppe Gallone, viii príncipe di Tricase. Sin descendientes, le sucedió su hermana:

- Angélica de'Medici (1846-1912), ix duquesa de Miranda, xi principessa di Ottaiano, ix duchessa di Sarno, duchessa di Atripalda, principessa di Venafro. Casó con Alfredo Correale dei Conti di Terranova. Sin descendientes.

## Título del reino de Italia
- Vicenzo Alessandro Capece-Minutolo (1854-1921), i duca di Miranda Título creado el 6 de noviembre de 1912, con Decreto Ministeriale Italiano del 26 de septiembre de 1912, como título nobiliario del reino de Italia. Vicenzo Alesandro había casado con Teresa Santasilia de'Medici, heredera de los derechos del ducado napolitano de Miranda, ya que era hija de María de'Medici, hermana menor de Giuseppe de'Medici y de Angélica de'Medici, últimos duques de Miranda y que ninguno de los dos había tenido descendientes. María de'Medici había casado a su vez con Giovanni Santasilia. Le sucedió su hija:

- Maria Capece-Minutolo (1896-?), ii duchessa di Miranda . Casó con Massimiliano Lancelloti, 5.º hijo de Giuseppe Lancelloti, II príncipe di Lancelloti y de la marchessa Lesa Aldobrandini. Le sucedió su hijo:

- Alessandro Lancelloti (1923-?), iii duca di Miranda . Casó con Anne Marie Roger, de quién se divorció, casando nuevamente con Rosanna Lazzoni Moreschi.

## Título español
- Luis María de Silva y Carvajal (1876-1935), i duque de Miranda, v conde de la Unión,  jefe superior de palacio del rey Alfonso XIII, hijo de Álvaro de Silva Bazán y Fernández de Córdoba, xii marqués de Santa Cruz , xiii marqués del Viso y de María Luisa de Carvajal Vargas y Dávalos, iv duquesa de San Carlos.

1. Casó con María de la Concepción Azlor de Aragón y Hurtado de Zaldívar, xii condesa de Sinarcas, xvi vizcondesa de Villanova, Dama de la Reina Victoria Eugenia de Battenberg.  Le sucedió su hijo:

- Luis de Silva y Azlor de Aragón (1912-1999 ), ii duque de Miranda, xxii vizconde de Villanova.

1. Casó con María Fernanda Mendaro y Diosdado, xiii marquesa de Angulo, hija de José Santiago Mendaro y de la Rocha V marqués de Casa Mendaro. Le sucedió su hijo:

- Francisco Javier de Silva y Mendaro (n. 1946 ), iii duque de Miranda, xiv marqués de Angulo, xiv conde de Sinarcas, vii conde de la Unión, marqués del Buen Suceso.

1. Casó con María Escrivá de Romaní y Mora, hija de Ildefonso Escrivá de Romaní y Patiño, x marqués de Aguilar de Ebro, xvii conde de Sástago y de María de las Nieves de Mora y Aragón, hermana de Fabiola de Mora y Aragón reina consorte de los belgas, ambas hijas del iv marqués de Casa Riera.

## Árbol genealógico
| Duques de Miranda                           |
| ------------------------------------------- |
| Reconocidos en España Reconocidos en Italia |

|  |  |                                                                            |                                                                            | Francisco Leonardo Caracciolo, i duque de Miranda (1664-1695)              | Francisco Leonardo Caracciolo, i duque de Miranda (1664-1695)              | Francisco Leonardo Caracciolo, i duque de Miranda (1664-1695)              | Francisco Leonardo Caracciolo, i duque de Miranda (1664-1695)              | Francisco Leonardo Caracciolo, i duque de Miranda (1664-1695) | Francisco Leonardo Caracciolo, i duque de Miranda (1664-1695) |                                                                                                 |                                                                                                 |                                                                                                 |                                                                                                 |                                                                                                 |                                                                                                 | Pedro Félix de Silva, xii conde de Cifuentes († 1697) | Pedro Félix de Silva, xii conde de Cifuentes († 1697) | Pedro Félix de Silva, xii conde de Cifuentes († 1697)    | Pedro Félix de Silva, xii conde de Cifuentes († 1697)    | Pedro Félix de Silva, xii conde de Cifuentes († 1697)    | Pedro Félix de Silva, xii conde de Cifuentes († 1697)    |                                                          |                                                          |  |  |  |  |  |  |  |  |  |  | | | | | | |  |  |                                                          |                                                          |                                                          |                                                          |                                                          |                                                          |  |  |  |  |  |  |  |  |  |  |  |  |  |  |  |  |  |  |  |  |  |  |  |  |  |  |  |  |
|  |  |                                                                            |                                                                            | Francisco Leonardo Caracciolo, i duque de Miranda (1664-1695)              | Francisco Leonardo Caracciolo, i duque de Miranda (1664-1695)              | Francisco Leonardo Caracciolo, i duque de Miranda (1664-1695)              | Francisco Leonardo Caracciolo, i duque de Miranda (1664-1695)              | Francisco Leonardo Caracciolo, i duque de Miranda (1664-1695) | Francisco Leonardo Caracciolo, i duque de Miranda (1664-1695) |                                                                                                 |                                                                                                 |                                                                                                 |                                                                                                 |                                                                                                 |                                                                                                 | Pedro Félix de Silva, xii conde de Cifuentes († 1697) | Pedro Félix de Silva, xii conde de Cifuentes († 1697) | Pedro Félix de Silva, xii conde de Cifuentes († 1697)    | Pedro Félix de Silva, xii conde de Cifuentes († 1697)    | Pedro Félix de Silva, xii conde de Cifuentes († 1697)    | Pedro Félix de Silva, xii conde de Cifuentes († 1697)    |                                                          |                                                          |  |  |  |  |  |  |  |  |  |  | | | | | | |  |  |                                                          |                                                          |                                                          |                                                          |                                                          |                                                          |  |  |  |  |  |  |  |  |  |  |  |  |  |  |  |  |  |  |  |  |  |  |  |  |  |  |  |  |
|  |  |                                                                            |                                                                            | Julio César Caracciolo, ii duque de Miranda (1653-1706)                    | Julio César Caracciolo, ii duque de Miranda (1653-1706)                    | Julio César Caracciolo, ii duque de Miranda (1653-1706)                    | Julio César Caracciolo, ii duque de Miranda (1653-1706)                    | Julio César Caracciolo, ii duque de Miranda (1653-1706)       | Julio César Caracciolo, ii duque de Miranda (1653-1706)       |                                                                                                 |                                                                                                 |                                                                                                 |                                                                                                 |                                                                                                 |                                                                                                 | José de Silva, marqués de Villasor                    | José de Silva, marqués de Villasor                    | José de Silva, marqués de Villasor                       | José de Silva, marqués de Villasor                       | José de Silva, marqués de Villasor                       | José de Silva, marqués de Villasor                       |                                                          |                                                          |  |  |  |  |  |  |  |  |  |  | | | | | | |  |  |                                                          |                                                          |                                                          |                                                          |                                                          |                                                          |  |  |  |  |  |  |  |  |  |  |  |  |  |  |  |  |  |  |  |  |  |  |  |  |  |  |  |  |
|  |  |                                                                            |                                                                            | Julio César Caracciolo, ii duque de Miranda (1653-1706)                    | Julio César Caracciolo, ii duque de Miranda (1653-1706)                    | Julio César Caracciolo, ii duque de Miranda (1653-1706)                    | Julio César Caracciolo, ii duque de Miranda (1653-1706)                    | Julio César Caracciolo, ii duque de Miranda (1653-1706)       | Julio César Caracciolo, ii duque de Miranda (1653-1706)       |                                                                                                 |                                                                                                 |                                                                                                 |                                                                                                 |                                                                                                 |                                                                                                 | José de Silva, marqués de Villasor                    | José de Silva, marqués de Villasor                    | José de Silva, marqués de Villasor                       | José de Silva, marqués de Villasor                       | José de Silva, marqués de Villasor                       | José de Silva, marqués de Villasor                       |                                                          |                                                          |  |  |  |  |  |  |  |  |  |  | | | | | | |  |  |                                                          |                                                          |                                                          |                                                          |                                                          |                                                          |  |  |  |  |  |  |  |  |  |  |  |  |  |  |  |  |  |  |  |  |  |  |  |  |  |  |  |  |
|  |  |                                                                            |                                                                            |                                                                            |                                                                            |                                                                            |                                                                            |                                                               |                                                               |                                                                                                 |                                                                                                 |                                                                                                 |                                                                                                 |                                                                                                 |                                                                                                 |                                                       |                                                       |                                                          |                                                          |                                                          |                                                          |                                                          |                                                          |  |  |  |  |  |  |  |  |  |  | | | | | | |  |  |                                                          |                                                          |                                                          |                                                          |                                                          |                                                          |  |  |  |  |  |  |  |  |  |  |  |  |  |  |  |  |  |  |  |  |  |  |  |  |  |  |  |  |
|  |  |                                                                            |                                                                            | Francisco Caracciolo, iii duque de Miranda (1705-1752)                     | Francisco Caracciolo, iii duque de Miranda (1705-1752)                     | Francisco Caracciolo, iii duque de Miranda (1705-1752)                     | Francisco Caracciolo, iii duque de Miranda (1705-1752)                     | Francisco Caracciolo, iii duque de Miranda (1705-1752)        | Francisco Caracciolo, iii duque de Miranda (1705-1752)        |                                                                                                 |                                                                                                 |                                                                                                 |                                                                                                 |                                                                                                 |                                                                                                 | Cayetana de Silva, duquesa de Miranda (1717-1785)     | Cayetana de Silva, duquesa de Miranda (1717-1785)     | Cayetana de Silva, duquesa de Miranda (1717-1785)        | Cayetana de Silva, duquesa de Miranda (1717-1785)        | Cayetana de Silva, duquesa de Miranda (1717-1785)        | Cayetana de Silva, duquesa de Miranda (1717-1785)        |                                                          |                                                          |  |  |  |  |  |  |  |  |  |  | Pedro de Silva-Bazán, viii marqués de Santa Cruz (1703-1744)                                                | Pedro de Silva-Bazán, viii marqués de Santa Cruz (1703-1744)                                                | Pedro de Silva-Bazán, viii marqués de Santa Cruz (1703-1744)                                                | Pedro de Silva-Bazán, viii marqués de Santa Cruz (1703-1744)                                                | Pedro de Silva-Bazán, viii marqués de Santa Cruz (1703-1744)                                                | Pedro de Silva-Bazán, viii marqués de Santa Cruz (1703-1744)                                                |  |  |                                                          |                                                          |                                                          |                                                          |                                                          |                                                          |  |  |  |  |  |  |  |  |  |  |  |  |  |  |  |  |  |  |  |  |  |  |  |  |  |  |  |  |
|  |  |                                                                            |                                                                            | Francisco Caracciolo, iii duque de Miranda (1705-1752)                     | Francisco Caracciolo, iii duque de Miranda (1705-1752)                     | Francisco Caracciolo, iii duque de Miranda (1705-1752)                     | Francisco Caracciolo, iii duque de Miranda (1705-1752)                     | Francisco Caracciolo, iii duque de Miranda (1705-1752)        | Francisco Caracciolo, iii duque de Miranda (1705-1752)        |                                                                                                 |                                                                                                 |                                                                                                 |                                                                                                 |                                                                                                 |                                                                                                 | Cayetana de Silva, duquesa de Miranda (1717-1785)     | Cayetana de Silva, duquesa de Miranda (1717-1785)     | Cayetana de Silva, duquesa de Miranda (1717-1785)        | Cayetana de Silva, duquesa de Miranda (1717-1785)        | Cayetana de Silva, duquesa de Miranda (1717-1785)        | Cayetana de Silva, duquesa de Miranda (1717-1785)        |                                                          |                                                          |  |  |  |  |  |  |  |  |  |  | Pedro de Silva-Bazán, viii marqués de Santa Cruz (1703-1744)                                                | Pedro de Silva-Bazán, viii marqués de Santa Cruz (1703-1744)                                                | Pedro de Silva-Bazán, viii marqués de Santa Cruz (1703-1744)                                                | Pedro de Silva-Bazán, viii marqués de Santa Cruz (1703-1744)                                                | Pedro de Silva-Bazán, viii marqués de Santa Cruz (1703-1744)                                                | Pedro de Silva-Bazán, viii marqués de Santa Cruz (1703-1744)                                                |  |  |                                                          |                                                          |                                                          |                                                          |                                                          |                                                          |  |  |  |  |  |  |  |  |  |  |  |  |  |  |  |  |  |  |  |  |  |  |  |  |  |  |  |  |
|  |  |                                                                            |                                                                            |                                                                            |                                                                            |                                                                            |                                                                            |                                                               |                                                               |                                                                                                 |                                                                                                 |                                                                                                 |                                                                                                 |                                                                                                 |                                                                                                 |                                                       |                                                       |                                                          |                                                          |                                                          |                                                          |                                                          |                                                          |  |  |  |  |  |  |  |  |  |  | | | | | | |  |  |                                                          |                                                          |                                                          |                                                          |                                                          |                                                          |  |  |  |  |  |  |  |  |  |  |  |  |  |  |  |  |  |  |  |  |  |  |  |  |  |  |  |  |
|  |  |                                                                            |                                                                            |                                                                            |                                                                            |                                                                            |                                                                            |                                                               |                                                               | Mariana Caracciolo, princesa de Avellino, iv duquesa de Miranda (1746-1785)                     | Mariana Caracciolo, princesa de Avellino, iv duquesa de Miranda (1746-1785)                     | Mariana Caracciolo, princesa de Avellino, iv duquesa de Miranda (1746-1785)                     | Mariana Caracciolo, princesa de Avellino, iv duquesa de Miranda (1746-1785)                     | Mariana Caracciolo, princesa de Avellino, iv duquesa de Miranda (1746-1785)                     | Mariana Caracciolo, princesa de Avellino, iv duquesa de Miranda (1746-1785)                     |                                                       |                                                       |                                                          |                                                          |                                                          |                                                          |                                                          |                                                          |  |  |  |  |  |  |  |  |  |  | José de Silva-Bazán, ix marqués de Santa Cruz (1734-1802)                                                   | José de Silva-Bazán, ix marqués de Santa Cruz (1734-1802)                                                   | José de Silva-Bazán, ix marqués de Santa Cruz (1734-1802)                                                   | José de Silva-Bazán, ix marqués de Santa Cruz (1734-1802)                                                   | José de Silva-Bazán, ix marqués de Santa Cruz (1734-1802)                                                   | José de Silva-Bazán, ix marqués de Santa Cruz (1734-1802)                                                   |  |  |                                                          |                                                          |                                                          |                                                          |                                                          |                                                          |  |  |  |  |  |  |  |  |  |  |  |  |  |  |  |  |  |  |  |  |  |  |  |  |  |  |  |  |
|  |  |                                                                            |                                                                            |                                                                            |                                                                            |                                                                            |                                                                            |                                                               |                                                               | Mariana Caracciolo, princesa de Avellino, iv duquesa de Miranda (1746-1785)                     | Mariana Caracciolo, princesa de Avellino, iv duquesa de Miranda (1746-1785)                     | Mariana Caracciolo, princesa de Avellino, iv duquesa de Miranda (1746-1785)                     | Mariana Caracciolo, princesa de Avellino, iv duquesa de Miranda (1746-1785)                     | Mariana Caracciolo, princesa de Avellino, iv duquesa de Miranda (1746-1785)                     | Mariana Caracciolo, princesa de Avellino, iv duquesa de Miranda (1746-1785)                     |                                                       |                                                       |                                                          |                                                          |                                                          |                                                          |                                                          |                                                          |  |  |  |  |  |  |  |  |  |  | José de Silva-Bazán, ix marqués de Santa Cruz (1734-1802)                                                   | José de Silva-Bazán, ix marqués de Santa Cruz (1734-1802)                                                   | José de Silva-Bazán, ix marqués de Santa Cruz (1734-1802)                                                   | José de Silva-Bazán, ix marqués de Santa Cruz (1734-1802)                                                   | José de Silva-Bazán, ix marqués de Santa Cruz (1734-1802)                                                   | José de Silva-Bazán, ix marqués de Santa Cruz (1734-1802)                                                   |  |  |                                                          |                                                          |                                                          |                                                          |                                                          |                                                          |  |  |  |  |  |  |  |  |  |  |  |  |  |  |  |  |  |  |  |  |  |  |  |  |  |  |  |  |
|  |  |                                                                            |                                                                            |                                                                            |                                                                            |                                                                            |                                                                            |                                                               |                                                               | Cayetana Caracciolo, v duquesa de Miranda (1767-1820)                                           | Cayetana Caracciolo, v duquesa de Miranda (1767-1820)                                           | Cayetana Caracciolo, v duquesa de Miranda (1767-1820)                                           | Cayetana Caracciolo, v duquesa de Miranda (1767-1820)                                           | Cayetana Caracciolo, v duquesa de Miranda (1767-1820)                                           | Cayetana Caracciolo, v duquesa de Miranda (1767-1820)                                           |                                                       |                                                       |                                                          |                                                          |                                                          |                                                          |                                                          |                                                          |  |  |  |  |  |  |  |  |  |  | José Gabriel de Silva-Bazán, x marqués de Santa Cruz (1772-1839)                                            | José Gabriel de Silva-Bazán, x marqués de Santa Cruz (1772-1839)                                            | José Gabriel de Silva-Bazán, x marqués de Santa Cruz (1772-1839)                                            | José Gabriel de Silva-Bazán, x marqués de Santa Cruz (1772-1839)                                            | José Gabriel de Silva-Bazán, x marqués de Santa Cruz (1772-1839)                                            | José Gabriel de Silva-Bazán, x marqués de Santa Cruz (1772-1839)                                            |  |  |                                                          |                                                          |                                                          |                                                          |                                                          |                                                          |  |  |  |  |  |  |  |  |  |  |  |  |  |  |  |  |  |  |  |  |  |  |  |  |  |  |  |  |
|  |  |                                                                            |                                                                            |                                                                            |                                                                            |                                                                            |                                                                            |                                                               |                                                               | Cayetana Caracciolo, v duquesa de Miranda (1767-1820)                                           | Cayetana Caracciolo, v duquesa de Miranda (1767-1820)                                           | Cayetana Caracciolo, v duquesa de Miranda (1767-1820)                                           | Cayetana Caracciolo, v duquesa de Miranda (1767-1820)                                           | Cayetana Caracciolo, v duquesa de Miranda (1767-1820)                                           | Cayetana Caracciolo, v duquesa de Miranda (1767-1820)                                           |                                                       |                                                       |                                                          |                                                          |                                                          |                                                          |                                                          |                                                          |  |  |  |  |  |  |  |  |  |  | José Gabriel de Silva-Bazán, x marqués de Santa Cruz (1772-1839)                                            | José Gabriel de Silva-Bazán, x marqués de Santa Cruz (1772-1839)                                            | José Gabriel de Silva-Bazán, x marqués de Santa Cruz (1772-1839)                                            | José Gabriel de Silva-Bazán, x marqués de Santa Cruz (1772-1839)                                            | José Gabriel de Silva-Bazán, x marqués de Santa Cruz (1772-1839)                                            | José Gabriel de Silva-Bazán, x marqués de Santa Cruz (1772-1839)                                            |  |  |                                                          |                                                          |                                                          |                                                          |                                                          |                                                          |  |  |  |  |  |  |  |  |  |  |  |  |  |  |  |  |  |  |  |  |  |  |  |  |  |  |  |  |
|  |  |                                                                            |                                                                            |                                                                            |                                                                            |                                                                            |                                                                            |                                                               |                                                               | Mariana Gaetani dell'Aquila de Aragón, princesa de Octaviano, vi duquesa de Miranda (1800-1850) | Mariana Gaetani dell'Aquila de Aragón, princesa de Octaviano, vi duquesa de Miranda (1800-1850) | Mariana Gaetani dell'Aquila de Aragón, princesa de Octaviano, vi duquesa de Miranda (1800-1850) | Mariana Gaetani dell'Aquila de Aragón, princesa de Octaviano, vi duquesa de Miranda (1800-1850) | Mariana Gaetani dell'Aquila de Aragón, princesa de Octaviano, vi duquesa de Miranda (1800-1850) | Mariana Gaetani dell'Aquila de Aragón, princesa de Octaviano, vi duquesa de Miranda (1800-1850) |                                                       |                                                       |                                                          |                                                          |                                                          |                                                          |                                                          |                                                          |  |  |  |  |  |  |  |  |  |  | Francisco de Borja de Silva-Bazán, XI marqués de Santa Cruz (1815-1889)                                     | Francisco de Borja de Silva-Bazán, XI marqués de Santa Cruz (1815-1889)                                     | Francisco de Borja de Silva-Bazán, XI marqués de Santa Cruz (1815-1889)                                     | Francisco de Borja de Silva-Bazán, XI marqués de Santa Cruz (1815-1889)                                     | Francisco de Borja de Silva-Bazán, XI marqués de Santa Cruz (1815-1889)                                     | Francisco de Borja de Silva-Bazán, XI marqués de Santa Cruz (1815-1889)                                     |  |  |                                                          |                                                          |                                                          |                                                          |                                                          |                                                          |  |  |  |  |  |  |  |  |  |  |  |  |  |  |  |  |  |  |  |  |  |  |  |  |  |  |  |  |
|  |  |                                                                            |                                                                            |                                                                            |                                                                            |                                                                            |                                                                            |                                                               |                                                               | Mariana Gaetani dell'Aquila de Aragón, princesa de Octaviano, vi duquesa de Miranda (1800-1850) | Mariana Gaetani dell'Aquila de Aragón, princesa de Octaviano, vi duquesa de Miranda (1800-1850) | Mariana Gaetani dell'Aquila de Aragón, princesa de Octaviano, vi duquesa de Miranda (1800-1850) | Mariana Gaetani dell'Aquila de Aragón, princesa de Octaviano, vi duquesa de Miranda (1800-1850) | Mariana Gaetani dell'Aquila de Aragón, princesa de Octaviano, vi duquesa de Miranda (1800-1850) | Mariana Gaetani dell'Aquila de Aragón, princesa de Octaviano, vi duquesa de Miranda (1800-1850) |                                                       |                                                       |                                                          |                                                          |                                                          |                                                          |                                                          |                                                          |  |  |  |  |  |  |  |  |  |  | Francisco de Borja de Silva-Bazán, XI marqués de Santa Cruz (1815-1889)                                     | Francisco de Borja de Silva-Bazán, XI marqués de Santa Cruz (1815-1889)                                     | Francisco de Borja de Silva-Bazán, XI marqués de Santa Cruz (1815-1889)                                     | Francisco de Borja de Silva-Bazán, XI marqués de Santa Cruz (1815-1889)                                     | Francisco de Borja de Silva-Bazán, XI marqués de Santa Cruz (1815-1889)                                     | Francisco de Borja de Silva-Bazán, XI marqués de Santa Cruz (1815-1889)                                     |  |  |                                                          |                                                          |                                                          |                                                          |                                                          |                                                          |  |  |  |  |  |  |  |  |  |  |  |  |  |  |  |  |  |  |  |  |  |  |  |  |  |  |  |  |
|  |  |                                                                            |                                                                            |                                                                            |                                                                            |                                                                            |                                                                            |                                                               |                                                               | Miguel de Médici, ix príncipe de Octaviano, vii duque de Miranda (1823-1883)                    | Miguel de Médici, ix príncipe de Octaviano, vii duque de Miranda (1823-1883)                    | Miguel de Médici, ix príncipe de Octaviano, vii duque de Miranda (1823-1883)                    | Miguel de Médici, ix príncipe de Octaviano, vii duque de Miranda (1823-1883)                    | Miguel de Médici, ix príncipe de Octaviano, vii duque de Miranda (1823-1883)                    | Miguel de Médici, ix príncipe de Octaviano, vii duque de Miranda (1823-1883)                    |                                                       |                                                       |                                                          |                                                          |                                                          |                                                          |                                                          |                                                          |  |  |  |  |  |  |  |  |  |  | Álvaro de Silva-Bazán, xii marqués de Santa Cruz (1849-1894)                                                | Álvaro de Silva-Bazán, xii marqués de Santa Cruz (1849-1894)                                                | Álvaro de Silva-Bazán, xii marqués de Santa Cruz (1849-1894)                                                | Álvaro de Silva-Bazán, xii marqués de Santa Cruz (1849-1894)                                                | Álvaro de Silva-Bazán, xii marqués de Santa Cruz (1849-1894)                                                | Álvaro de Silva-Bazán, xii marqués de Santa Cruz (1849-1894)                                                |  |  |                                                          |                                                          |                                                          |                                                          |                                                          |                                                          |  |  |  |  |  |  |  |  |  |  |  |  |  |  |  |  |  |  |  |  |  |  |  |  |  |  |  |  |
|  |  |                                                                            |                                                                            |                                                                            |                                                                            |                                                                            |                                                                            |                                                               |                                                               | Miguel de Médici, ix príncipe de Octaviano, vii duque de Miranda (1823-1883)                    | Miguel de Médici, ix príncipe de Octaviano, vii duque de Miranda (1823-1883)                    | Miguel de Médici, ix príncipe de Octaviano, vii duque de Miranda (1823-1883)                    | Miguel de Médici, ix príncipe de Octaviano, vii duque de Miranda (1823-1883)                    | Miguel de Médici, ix príncipe de Octaviano, vii duque de Miranda (1823-1883)                    | Miguel de Médici, ix príncipe de Octaviano, vii duque de Miranda (1823-1883)                    |                                                       |                                                       |                                                          |                                                          |                                                          |                                                          |                                                          |                                                          |  |  |  |  |  |  |  |  |  |  | Álvaro de Silva-Bazán, xii marqués de Santa Cruz (1849-1894)                                                | Álvaro de Silva-Bazán, xii marqués de Santa Cruz (1849-1894)                                                | Álvaro de Silva-Bazán, xii marqués de Santa Cruz (1849-1894)                                                | Álvaro de Silva-Bazán, xii marqués de Santa Cruz (1849-1894)                                                | Álvaro de Silva-Bazán, xii marqués de Santa Cruz (1849-1894)                                                | Álvaro de Silva-Bazán, xii marqués de Santa Cruz (1849-1894)                                                |  |  |                                                          |                                                          |                                                          |                                                          |                                                          |                                                          |  |  |  |  |  |  |  |  |  |  |  |  |  |  |  |  |  |  |  |  |  |  |  |  |  |  |  |  |
|  |  |                                                                            |                                                                            |                                                                            |                                                                            |                                                                            |                                                                            |                                                               |                                                               |                                                                                                 |                                                                                                 |                                                                                                 |                                                                                                 |                                                                                                 |                                                                                                 |                                                       |                                                       |                                                          |                                                          |                                                          |                                                          |                                                          |                                                          |  |  |  |  |  |  |  |  |  |  | | | | | | |  |  |                                                          |                                                          |                                                          |                                                          |                                                          |                                                          |  |  |  |  |  |  |  |  |  |  |  |  |  |  |  |  |  |  |  |  |  |  |  |  |  |  |  |  |
|  |  | José de Médici, x príncipe de Octaviano, VIII duque de Miranda (1842-1894) | José de Médici, x príncipe de Octaviano, VIII duque de Miranda (1842-1894) | José de Médici, x príncipe de Octaviano, VIII duque de Miranda (1842-1894) | José de Médici, x príncipe de Octaviano, VIII duque de Miranda (1842-1894) | José de Médici, x príncipe de Octaviano, VIII duque de Miranda (1842-1894) | José de Médici, x príncipe de Octaviano, VIII duque de Miranda (1842-1894) |                                                               |                                                               | Angélica de Médici, xi princesa de Octaviano, ix duquesa de Miranda (1846-1912)                 | Angélica de Médici, xi princesa de Octaviano, ix duquesa de Miranda (1846-1912)                 | Angélica de Médici, xi princesa de Octaviano, ix duquesa de Miranda (1846-1912)                 | Angélica de Médici, xi princesa de Octaviano, ix duquesa de Miranda (1846-1912)                 | Angélica de Médici, xi princesa de Octaviano, ix duquesa de Miranda (1846-1912)                 | Angélica de Médici, xi princesa de Octaviano, ix duquesa de Miranda (1846-1912)                 |                                                       |                                                       | María de Médici, marquesa Santasilia (1847-1895)         | María de Médici, marquesa Santasilia (1847-1895)         | María de Médici, marquesa Santasilia (1847-1895)         | María de Médici, marquesa Santasilia (1847-1895)         | María de Médici, marquesa Santasilia (1847-1895)         | María de Médici, marquesa Santasilia (1847-1895)         |  |  |  |  |  |  |  |  |  |  | Mariano de Silva-Bazán, xiii marqués de Santa Cruz (1875-1945) Con sucesión en los marqueses de Santa Cruz. | Mariano de Silva-Bazán, xiii marqués de Santa Cruz (1875-1945) Con sucesión en los marqueses de Santa Cruz. | Mariano de Silva-Bazán, xiii marqués de Santa Cruz (1875-1945) Con sucesión en los marqueses de Santa Cruz. | Mariano de Silva-Bazán, xiii marqués de Santa Cruz (1875-1945) Con sucesión en los marqueses de Santa Cruz. | Mariano de Silva-Bazán, xiii marqués de Santa Cruz (1875-1945) Con sucesión en los marqueses de Santa Cruz. | Mariano de Silva-Bazán, xiii marqués de Santa Cruz (1875-1945) Con sucesión en los marqueses de Santa Cruz. |  |  | Luis María de Silva, ii duque de Miranda (1876-1935)     | Luis María de Silva, ii duque de Miranda (1876-1935)     | Luis María de Silva, ii duque de Miranda (1876-1935)     | Luis María de Silva, ii duque de Miranda (1876-1935)     | Luis María de Silva, ii duque de Miranda (1876-1935)     | Luis María de Silva, ii duque de Miranda (1876-1935)     |  |  |  |  |  |  |  |  |  |  |  |  |  |  |  |  |  |  |  |  |  |  |  |  |  |  |  |  |
|  |  | José de Médici, x príncipe de Octaviano, VIII duque de Miranda (1842-1894) | José de Médici, x príncipe de Octaviano, VIII duque de Miranda (1842-1894) | José de Médici, x príncipe de Octaviano, VIII duque de Miranda (1842-1894) | José de Médici, x príncipe de Octaviano, VIII duque de Miranda (1842-1894) | José de Médici, x príncipe de Octaviano, VIII duque de Miranda (1842-1894) | José de Médici, x príncipe de Octaviano, VIII duque de Miranda (1842-1894) |                                                               |                                                               | Angélica de Médici, xi princesa de Octaviano, ix duquesa de Miranda (1846-1912)                 | Angélica de Médici, xi princesa de Octaviano, ix duquesa de Miranda (1846-1912)                 | Angélica de Médici, xi princesa de Octaviano, ix duquesa de Miranda (1846-1912)                 | Angélica de Médici, xi princesa de Octaviano, ix duquesa de Miranda (1846-1912)                 | Angélica de Médici, xi princesa de Octaviano, ix duquesa de Miranda (1846-1912)                 | Angélica de Médici, xi princesa de Octaviano, ix duquesa de Miranda (1846-1912)                 |                                                       |                                                       | María de Médici, marquesa Santasilia (1847-1895)         | María de Médici, marquesa Santasilia (1847-1895)         | María de Médici, marquesa Santasilia (1847-1895)         | María de Médici, marquesa Santasilia (1847-1895)         | María de Médici, marquesa Santasilia (1847-1895)         | María de Médici, marquesa Santasilia (1847-1895)         |  |  |  |  |  |  |  |  |  |  | Mariano de Silva-Bazán, xiii marqués de Santa Cruz (1875-1945) Con sucesión en los marqueses de Santa Cruz. | Mariano de Silva-Bazán, xiii marqués de Santa Cruz (1875-1945) Con sucesión en los marqueses de Santa Cruz. | Mariano de Silva-Bazán, xiii marqués de Santa Cruz (1875-1945) Con sucesión en los marqueses de Santa Cruz. | Mariano de Silva-Bazán, xiii marqués de Santa Cruz (1875-1945) Con sucesión en los marqueses de Santa Cruz. | Mariano de Silva-Bazán, xiii marqués de Santa Cruz (1875-1945) Con sucesión en los marqueses de Santa Cruz. | Mariano de Silva-Bazán, xiii marqués de Santa Cruz (1875-1945) Con sucesión en los marqueses de Santa Cruz. |  |  | Luis María de Silva, ii duque de Miranda (1876-1935)     | Luis María de Silva, ii duque de Miranda (1876-1935)     | Luis María de Silva, ii duque de Miranda (1876-1935)     | Luis María de Silva, ii duque de Miranda (1876-1935)     | Luis María de Silva, ii duque de Miranda (1876-1935)     | Luis María de Silva, ii duque de Miranda (1876-1935)     |  |  |  |  |  |  |  |  |  |  |  |  |  |  |  |  |  |  |  |  |  |  |  |  |  |  |  |  |
|  |  |                                                                            |                                                                            |                                                                            |                                                                            |                                                                            |                                                                            |                                                               |                                                               |                                                                                                 |                                                                                                 |                                                                                                 |                                                                                                 |                                                                                                 |                                                                                                 |                                                       |                                                       | Teresa Santasilia, x duquesa de Miranda                  | Teresa Santasilia, x duquesa de Miranda                  | Teresa Santasilia, x duquesa de Miranda                  | Teresa Santasilia, x duquesa de Miranda                  | Teresa Santasilia, x duquesa de Miranda                  | Teresa Santasilia, x duquesa de Miranda                  |  |  |  |  |  |  |  |  |  |  | | | | | | |  |  | Luis de Silva, iii duque de Miranda (1912-1999)          | Luis de Silva, iii duque de Miranda (1912-1999)          | Luis de Silva, iii duque de Miranda (1912-1999)          | Luis de Silva, iii duque de Miranda (1912-1999)          | Luis de Silva, iii duque de Miranda (1912-1999)          | Luis de Silva, iii duque de Miranda (1912-1999)          |  |  |  |  |  |  |  |  |  |  |  |  |  |  |  |  |  |  |  |  |  |  |  |  |  |  |  |  |
|  |  |                                                                            |                                                                            |                                                                            |                                                                            |                                                                            |                                                                            |                                                               |                                                               |                                                                                                 |                                                                                                 |                                                                                                 |                                                                                                 |                                                                                                 |                                                                                                 |                                                       |                                                       | Teresa Santasilia, x duquesa de Miranda                  | Teresa Santasilia, x duquesa de Miranda                  | Teresa Santasilia, x duquesa de Miranda                  | Teresa Santasilia, x duquesa de Miranda                  | Teresa Santasilia, x duquesa de Miranda                  | Teresa Santasilia, x duquesa de Miranda                  |  |  |  |  |  |  |  |  |  |  | | | | | | |  |  | Luis de Silva, iii duque de Miranda (1912-1999)          | Luis de Silva, iii duque de Miranda (1912-1999)          | Luis de Silva, iii duque de Miranda (1912-1999)          | Luis de Silva, iii duque de Miranda (1912-1999)          | Luis de Silva, iii duque de Miranda (1912-1999)          | Luis de Silva, iii duque de Miranda (1912-1999)          |  |  |  |  |  |  |  |  |  |  |  |  |  |  |  |  |  |  |  |  |  |  |  |  |  |  |  |  |
|  |  |                                                                            |                                                                            |                                                                            |                                                                            |                                                                            |                                                                            |                                                               |                                                               |                                                                                                 |                                                                                                 |                                                                                                 |                                                                                                 |                                                                                                 |                                                                                                 |                                                       |                                                       | Maria Capece-Minutolo, xi duquesa de Miranda (1896-1940) | Maria Capece-Minutolo, xi duquesa de Miranda (1896-1940) | Maria Capece-Minutolo, xi duquesa de Miranda (1896-1940) | Maria Capece-Minutolo, xi duquesa de Miranda (1896-1940) | Maria Capece-Minutolo, xi duquesa de Miranda (1896-1940) | Maria Capece-Minutolo, xi duquesa de Miranda (1896-1940) |  |  |  |  |  |  |  |  |  |  | | | | | | |  |  | Francisco Javier de Silva, iv duque de Miranda (n. 1946) | Francisco Javier de Silva, iv duque de Miranda (n. 1946) | Francisco Javier de Silva, iv duque de Miranda (n. 1946) | Francisco Javier de Silva, iv duque de Miranda (n. 1946) | Francisco Javier de Silva, iv duque de Miranda (n. 1946) | Francisco Javier de Silva, iv duque de Miranda (n. 1946) |  |  |  |  |  |  |  |  |  |  |  |  |  |  |  |  |  |  |  |  |  |  |  |  |  |  |  |  |
|  |  |                                                                            |                                                                            |                                                                            |                                                                            |                                                                            |                                                                            |                                                               |                                                               |                                                                                                 |                                                                                                 |                                                                                                 |                                                                                                 |                                                                                                 |                                                                                                 |                                                       |                                                       | Maria Capece-Minutolo, xi duquesa de Miranda (1896-1940) | Maria Capece-Minutolo, xi duquesa de Miranda (1896-1940) | Maria Capece-Minutolo, xi duquesa de Miranda (1896-1940) | Maria Capece-Minutolo, xi duquesa de Miranda (1896-1940) | Maria Capece-Minutolo, xi duquesa de Miranda (1896-1940) | Maria Capece-Minutolo, xi duquesa de Miranda (1896-1940) |  |  |  |  |  |  |  |  |  |  | | | | | | |  |  | Francisco Javier de Silva, iv duque de Miranda (n. 1946) | Francisco Javier de Silva, iv duque de Miranda (n. 1946) | Francisco Javier de Silva, iv duque de Miranda (n. 1946) | Francisco Javier de Silva, iv duque de Miranda (n. 1946) | Francisco Javier de Silva, iv duque de Miranda (n. 1946) | Francisco Javier de Silva, iv duque de Miranda (n. 1946) |  |  |  |  |  |  |  |  |  |  |  |  |  |  |  |  |  |  |  |  |  |  |  |  |  |  |  |  |
|  |  |                                                                            |                                                                            |                                                                            |                                                                            |                                                                            |                                                                            |                                                               |                                                               |                                                                                                 |                                                                                                 |                                                                                                 |                                                                                                 |                                                                                                 |                                                                                                 |                                                       |                                                       | ">Alejandro Lancelloti, xii duque de Miranda (1923-2008) |                                                          |                                                          |                                                          |                                                          |                                                          |  |  |  |  |  |  |  |  |  |  | | | | | | |  |  |                                                          |                                                          |                                                          |                                                          |                                                          |                                                          |  |  |  |  |  |  |  |  |  |  |  |  |  |  |  |  |  |  |  |  |  |  |  |  |  |  |  |  |
|  |  |                                                                            |                                                                            |                                                                            |                                                                            |                                                                            |                                                                            |                                                               |                                                               |                                                                                                 |                                                                                                 |                                                                                                 |                                                                                                 |                                                                                                 |                                                                                                 |                                                       |                                                       |                                                          |                                                          |                                                          |                                                          |                                                          |                                                          |  |  |  |  |  |  |  |  |  |  | | | | | | |  |  |                                                          |                                                          |                                                          |                                                          |                                                          |                                                          |  |  |  |  |  |  |  |  |  |  |  |  |  |  |  |  |  |  |  |  |  |  |  |  |  |  |  |  |
|  |  |                                                                            |                                                                            |                                                                            |                                                                            |                                                                            |                                                                            |                                                               |                                                               |                                                                                                 |                                                                                                 |                                                                                                 |                                                                                                 |                                                                                                 |                                                                                                 |                                                       |                                                       | Fabio Lancelloti (n. 1948)                               |                                                          |                                                          |                                                          |                                                          |                                                          |  |  |  |  |  |  |  |  |  |  | | | | | | |  |  |                                                          |                                                          |                                                          |                                                          |                                                          |                                                          |  |  |  |  |  |  |  |  |  |  |  |  |  |  |  |  |  |  |  |  |  |  |  |  |  |  |  |  |